# Курочкин, Александр Николаевич
Алекса́ндр Никола́евич Ку́рочкин (род. 23 июля 1961) — советский легкоатлет, специалист по бегу на короткие дистанции. Выступал за сборную СССР по лёгкой атлетике в 1980-х годах, чемпион Игр доброй воли в Москве и международного турнира «Дружба-84», обладатель бронзовой медали чемпионата Европы, многократный победитель и призёр первенств всесоюзного значения, рекордсмен СССР и Казахстана в эстафете 4 × 400 метров. Мастер спорта СССР международного класса.

## Биография
Александр Курочкин родился 23 июля 1961 года. Занимался лёгкой атлетикой в Павлодаре под руководством заслуженного тренера Казахской ССР Виктора Тихоновича Кольева. Позднее переехал на постоянное жительство в Москву, выступал за ЦСКА.
Будучи студентом, в 1981 году представлял страну на Универсиаде в Бухаресте, где вместе со своими соотечественниками одержал победу в эстафете 4 × 400 метров (бежал на предварительном квалификационном этапе).
В июле 1982 года на соревнованиях в Ленинграде установил ныне действующий рекорд Казахстана в эстафете 4 × 400 метров — 3.09,51.
Рассматривался в качестве кандидата на участие в летних Олимпийских играх 1984 года в Лом-Анджелесе, однако Советский Союз вместе с несколькими другими странами восточного блока бойкотировал эти соревнования по политическим причинам. Вместо этого Курочкин выступил на альтернативном турнире «Дружба-84» в Москве — в индивидуальном беге на 400 метров с личным рекордом 45,52 стал бронзовым призёром, уступив только соотечественникам Виктору Маркину и Александру Трощило, тогда как в эстафете 4 × 400 метров совместно с Сергеем Ловачёвым, Евгением Ломтевым и Виктором Маркиным завоевал золото. Показанное советскими бегунами время 3.00,16 стало новым рекордом СССР, этот рекорд впоследствии так и не был никем превзойдён.
В 1985 году в составе команды Советской Армии одержал победу в эстафете 4 × 400 метров на чемпионате СССР в Ленинграде. На Кубке Европы в Москве занял в эстафетной гонке восьмое место.
В 1986 году выиграл 400 метров на чемпионате СССР в Киеве. На впервые проводившихся Играх доброй воли в Москве финишировал пятым в беге на 400 метров и победил в эстафете 4 × 400 метров. На чемпионате Европы в Штутгарте в дисциплине 400 метров дошёл до стадии полуфиналов, в то время как в эстафете взял бронзу, пропустив вперёд команды из Великобритании и ФРГ.
В 1987 году занял четвёртые места на 400-метровой дистанции и в эстафете на Кубке Европы в Праге, получил золотые награды в беге на 400 метров и в эстафете 4 × 400 метров на чемпионате СССР в Брянске. На последовавшем чемпионате мира в Риме в тех же дисциплинах остановился в полуфиналах.
На чемпионате СССР 1988 года в Таллине вновь был лучшим на дистанции 400 метров, а в эстафете выиграл бронзовую медаль.
В 1989 году на чемпионате СССР в Горьком стал бронзовым призёром в беге на 400 метров, на Кубке Европы в Гейтсхеде занял седьмое место в эстафете — на этом завершил спортивную карьеру.
За выдающиеся спортивные достижения удостоен почётного звания «Мастер спорта СССР международного класса».